# 山本純也
山本 純也（やまもと じゅんや、1963年9月15日 - ）は、読売テレビの営業局営業ネットワーク業務部長兼チーフプロデューサー。元男性アナウンサー。

## 略歴
東京都清瀬市出身。早稲田大学を卒業後、1988年、読売テレビに入社。以来、スポーツ実況やプロレス実況を中心に担当した。編成局アナウンス部から営業局、その後総務局人事部へ転属。2018年6月1日付で現職。

## 人物
- 主に関西地方におけるテレビ中継試合を中心に実況していたが、中京テレビの佐藤啓と同様に、関東地方や札幌など他地区の試合を担当したこともある。
- 実況を担当した試合の中で特に有名なのが、1997年1月20日に大阪府立体育会館で開催された、三沢光晴対小橋健太（現・小橋建太）の三冠ヘビー級選手権試合である。この試合は40分を超える壮絶な死闘となり、試合自体のインパクトと相まって視聴者に強い印象を残した。現在でもこの時の実況は語り種となっている。
  - ただし、この試合では三沢が繰り出したタイガー・スープレックス'85を「タイガー・スープレックス'84」と間違えて実況している。

## 出演
- すもももももも!ピーチCAFE（チーフプロデューサー）
- スポーツ中継全般（全日本プロレス中継→プロレスリング・ノア中継、プロ野球、バレーボールなど。2005年9月29日の阪神タイガース対読売ジャイアンツ戦（阪神甲子園球場）、阪神優勝の瞬間と岡田彰布監督の胴上げを実況。これがアナウンサー生活最後の実況となった。